# Ново-Мар’ївка
Ново-Мар’ївка також хутір Переображений, з 1910 року 11-а колона (Святогорівська) з 1920-х років Ново-Мар'ївка - скасоване село, яке увійшло до складу Добропілля 18 серпня 1953 року. Через всю Новомар'ївку нині проходить вулиця Добролюбова, яка починається одразу біля залізничного насипу на східній околиці Мар'ївки і закінчується в колишньому селі Піщаний Кар'єр.

## Історія
Вперше поселення на території Ново-Мар'ївка згадується в Військово-топографічній карті Катеринославської губернії виданої в 1861 році на місці села вказано хутір Переображенний. Хутір складався з дому з захищеним двором і двома будівлями за межами двору і величезним городом до річки Бик. Із заходу землі хутора обмежувались Сучьей балкою за якою було село Мар'ївка, а з півдня кордоном була річка Бик. Через хутір із заходу з Мар'ївки на схід до села Ганнівка проходила зручна без канав ґрунтова дорога, від самого хутора на північ йшла така ж ґрунтова дорога до хутора Гнилуша.
У 1912 році на східніше села Мар'їнки і південніше хутора на правому березі річки Бик гірський інженер Г.Н. Гребінь і штейгер Я.Д. Подільський заснували Святогорівський рудник (шурф № 11). Разом з рудником поруч був закладене шахтарське селище 11-я колона (Святогорівська) яка відносилася до села Мар'їнка.
Після об'єднання двох рудників в 1922 році 11-я колона виросла в значне шахтарське селище, на схід від 11-ї колони з'явився хутір Ново-Мар'ївка. І вже 1923 році за новим адміністративним поділом селище  Ново- Мар'ївка увійшла до складу Гннівської сільської ради.
Указом Президіуму Верховної Ради УРСР про віднесення селища міського типу Красноармійський рудник до категорії міст районного підпорядкування та присвоєння йому найменування Добропілля 18 серпня 1953 року село Ново - Марївка стало частиною міста Добропілля.
"Включити в смугу міста Добропілля село Ново-Мар’ївка і Ново Ганнівка, селища Добропілля, Парасковіївка і Піщаний Кар’єр Красноармійської селищної Ради і селище залізничної станції Добропілля Добропільської сільської Ради."
У 1950-х роках колишня Ново-Мар'ївка і село Піщаний Кар'єр яке також стало частиною міста зрослися і стали носити загальну назву  Піщаний.